# Panzerabwehr
Unter Panzerabwehr versteht man Kräfte und Waffen, die – nach Definition der deutschen Bundeswehr – der Gefechtsführung und Unterstützung anderer Kampftruppen und Kampfunterstützungstruppen in der militärischen Bekämpfung von Panzern und gepanzerten Fahrzeugen dienen.
Panzerjäger waren Teileinheiten und Einheiten, früher auch Verbände, in denen Panzerabwehrkräfte zur einheitlichen Gefechtsführung und Schwerpunktbildung in der Verteidigung und der Feuerunterstützung zusammengefasst sind. Ihre vorrangige Aufgabe bestand in der Bekämpfung von Panzern und gepanzerten Fahrzeugen, um eigene Infanterie, aber auch die Panzertruppe durch Panzerabwehrriegel zu unterstützen. Die Panzerabwehrtruppe ist heute in der Bundeswehr aufgelöst.
Jagdpanzer sind Panzerfahrzeuge, die der Panzerbekämpfung dienen. Zumeist basieren sie auf bereits bestehenden Panzerwannen und werden zur Panzerabwehr mit starken Panzerabwehrkanonen oder heute Panzerabwehrraketen ausgerüstet.
Heute übernehmen die Panzerabwehrtrupps der Panzergrenadiere diese Aufgabe mit ihren Panzerabwehrlenkwaffen je Panzergrenadiergruppe.
Zur Abwehr von Panzern bilden alle Truppen bei Bedarf Panzervernichtungstrupps die mit Panzerabwehrhandwaffen Feindpanzer im Nahkampf bekämpfen.

## Anfänge

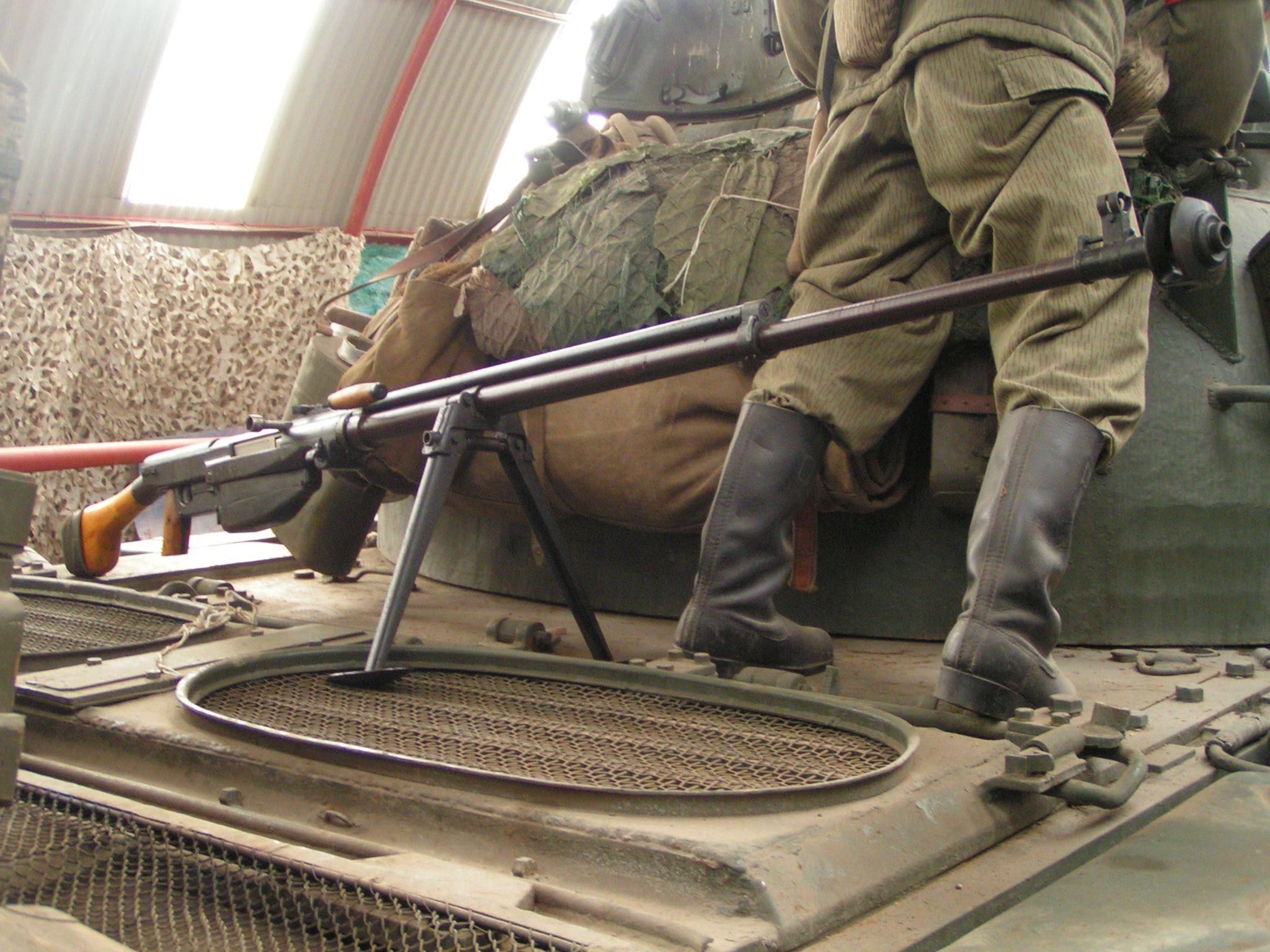
Sowjetische PTRS-Panzerbüchse

Seit die Panzer auf den Schlachtfeldern Europas im Ersten Weltkrieg erschienen, musste nach einer Möglichkeit gesucht werden, diese Bedrohung auszuschalten. Während des Ersten Weltkrieges wurden vor allem Artillerie- und Infanteriegeschütze eingesetzt, um die Fahrzeuge im direkten Richten zu zerstören. Die Panzerung der Panzer des Ersten Weltkrieges bot bestenfalls Schutz gegen Gewehrmunition und Splitterwirkung. Doch bereits während des Krieges wurden spezielle, nur für die Panzerabwehr entwickelte Geschütze als Panzerabwehrkanonen frontreif gemacht. Das gängigste Kaliber bis zum Zweiten Weltkrieg war 37 mm. Dies waren erste einfache Geschütze, entwickelt aus herkömmlichen Feldgeschützen.
Gleichzeitig wurden großkalibrige Panzerbüchsen entwickelt. Diese sollten von einzelnen Soldaten im Rahmen des Zuges oder der Kompanie mitgeführt werden und so ein Mittel zur Panzerabwehr der Kompanien sein und wurde als Prinzip bis zum Ende des Zweiten Weltkriegs beibehalten.

## Zweiter Weltkrieg

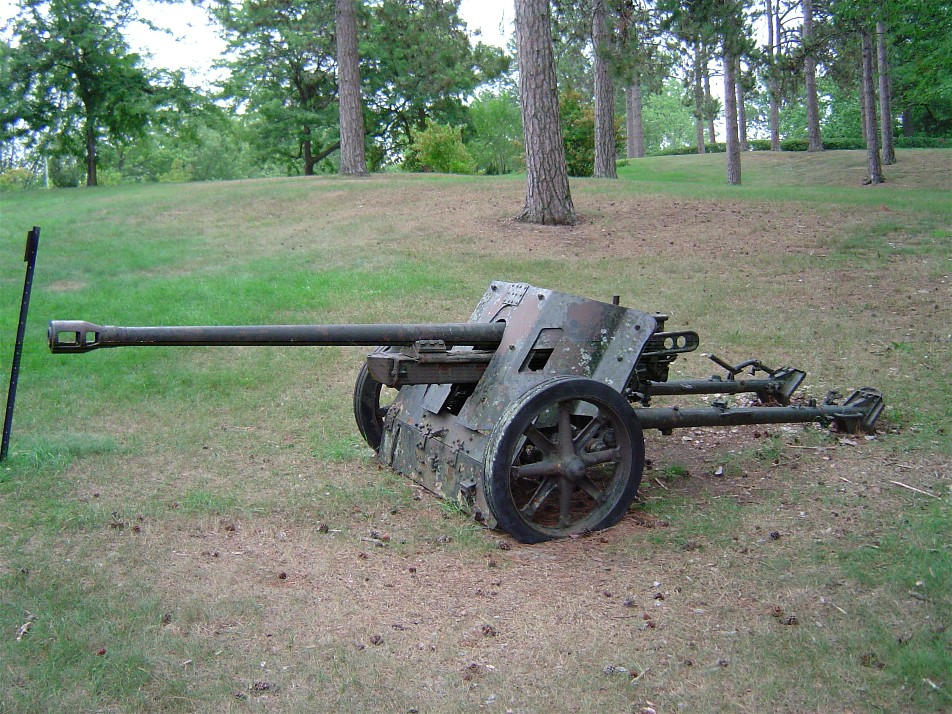
Deutsche Pak 38

Vor und während des Zweiten Weltkrieges wurde eine eigenständige Waffengattung zur Panzerabwehr gebildet, da deren Bedeutung im gleichen Maß wuchs wie die der Panzertruppe. Panzer alleine reichten zur Bekämpfung von Feindpanzern nicht aus und sollten als Offensivmittel geschont werden. In Deutschland erkannte man die Bedeutung eng zusammenarbeitender Waffengattungen bereits in der Zwischenkriegszeit und gliederte deshalb unter anderem Panzerabwehreinheiten in Verbände auf Divisionsebene, wie die Panzerdivisionen ein, was der Wehrmacht in den ersten Kriegsjahren einen nicht unwesentlichen Vorteil verschaffte. Diese neue Waffengattung wurde sowohl in Zusammenarbeit mit der Panzertruppe als vor allem mit der Infanterie aufgestellt. Die Infanteriebataillone wurden zugweise durch die Panzerabwehrkompanie des Infanterieregimentes unterstützt und durch die nach damaliger Gliederung aufgestellten Panzerabwehrabteilungen der Division verstärkt, die mit Panzerabwehrkanonen (PaK) ausgestattet waren. Diese hatten eine niedrige und gut tarnbare Silhouette, sollten einen schnellen Stellungswechsel im Mannschaftszug per Hand ermöglichen. Zusätzlich wurde innerhalb der Division als damaligem operativem Element eine selbstständige Panzerjägerabteilung geschaffen. Besonders auf sowjetischer Seite wurde die einzelnen Paks zu Pakfronten zusammengefasst.
Probates und sehr erfolgreiches Mittel zum Panzerabwehrkampf war die 7,5 cm Pak sowie aufgrund ihrer hohen Mündungsgeschwindigkeit und der daraus resultierenden gestreckten ballistischen Flugbahn Flakgeschütze. Im Laufe der Gefechtsentwicklung im Zweiten Weltkrieg wurde jedoch erkannt, dass unbewegliche Geschütze nicht mehr den beweglichen Erfordernissen entsprachen und die Panzerabwehrkannonen daher auf allen zur Verfügung stehenden Fahrzeugen so dem Panzerspähwagen Puma mit 7,5 cm KwK beweglich gemacht.
Die 8,8-cm-Flak wurde später sogar als Kampfwagenkanone (in leicht modifizierter Form als 8,8 cm KwK 36 L/56) als Hauptwaffe im Panzerfahrzeug Tiger I eingebaut, aber auch die übergroße PaK 43 wurde als 8,8 cm KwK L/71 in den neueren und sehr kampfstarken Panzer wie Tiger II, Jagdpanther oder Nashorn verwendet. Im Verlaufe des Krieges war eine zunehmende Steigerung der Panzerungsstärke der eingesetzten Panzer und leicht verzögert damit einhergehend eine Steigerung des verwendeten Kalibers für Panzerabwehrgeschütze zu beobachten.
Im Zusammenwirken mit Kampfpanzerverbänden wurden vor allem in der Wehrmacht Panzerabwehrverbände eingesetzt, um durch einen (angetäuschten) Rückzug vor allem gegnerische Panzer auf die eigene Panzerabwehrlinie zu ziehen, wodurch außerdem meist die feindlichen Panzer von der unterstützenden Infanterie getrennt wurden, was sie zu leichteren Zielen machte. Der Gefechtswert der eigenen mechanisierten Kräfte konnte damit durch Panzerabwehrgeschütze aus offenen oder teilgedeckten Stellungen verstärkt werden. Als der Krieg durch den Einsatz des Panzers immer beweglicher wurde, war es nötig, auch Panzerabwehrgeschütze zu motorisieren bzw. zu mechanisieren.
Das für die Panzerabwehr in der Anfangszeit eingesetzte Sturmgeschütz konnte diese Aufgabe nur unzureichend erfüllen. In Folge wurden daher Jagdpanzer konstruiert. Bedingt durch die knappe Produktionslage ersetzten diese insbesondere zum Kriegsende auch Kampfpanzer. Bei einer beweglichen Gefechtsführung insbesondere in der Verzögerung und nach erfolgloser Verteidigung zeigte sich schnell, dass sowohl die fußbewegliche Infanterie als auch deren nur motorisierte Pak den Erfordernissen dieser Gefechtsführung nicht mehr gerecht werden konnten, was teilweise zu hohen Verlusten führte. Die Sturmgeschütze hingegen in ihrer Funktion als Panzerartillerie wurden zu Panzerhaubitzen, selten auch gepanzerten Kanonen auf Selbstfahrlafette weiterentwickelt.

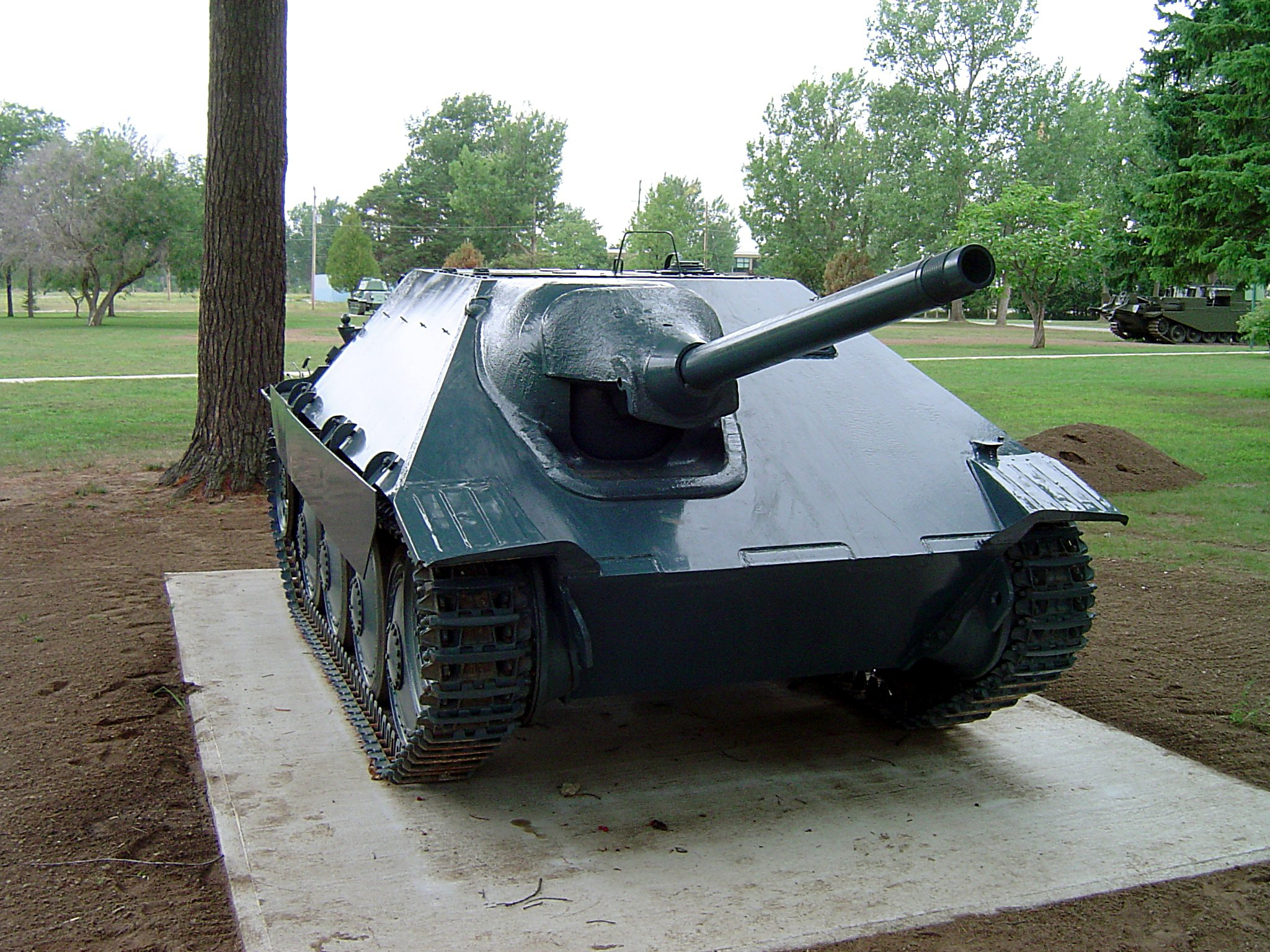
Deutscher Jagdpanzer 38

Die Jagdpanzer waren als Kasemattpanzer eigene Konstruktionen. Auf deutscher und sowjetischer Seite besaßen diese keinen Turm. Das Geschütz war frontlafettiert und ermöglichte nur einen kleinen Seitenrichtbereich. Zum groben Seitenrichten musste das gesamte Fahrzeug gedreht werden. Zuerst wurden herkömmliche Walzenblenden verwendet, später dann die Saukopfblende. Jagdpanzer waren im Zweiten Weltkrieg kostengünstig, dass jede kriegführende Nation eigene Panzerjägerabteilungen aufstellte. So wie in der Roten Armee mit den Panzerjägern SU-85 und SU-100, die aus den Erfahrungen mit deutschen Jagdpanzern entstanden. Der abgebildete deutsche Jagdpanzer 38 war, als Panzerjäger G13, bis in die 1970er-Jahre beim Schweizer Heer aktiv.
Auf US-amerikanischer und britischer Seite entstanden eigene Jagdpanzer. Diese im Englischen „Tank Destroyer“ (dt. Panzerzerstörer) genannten Fahrzeuge waren relativ leichte und mit einem Turm ausgestattete Panzer. Wie die deutschen Jagdpanzer handelte es sich dabei um Umbauten bereits vorhandener Panzer. Eines der bekannteren Modelle war der M10 Wolverine.

## Panzernahkampfmittel

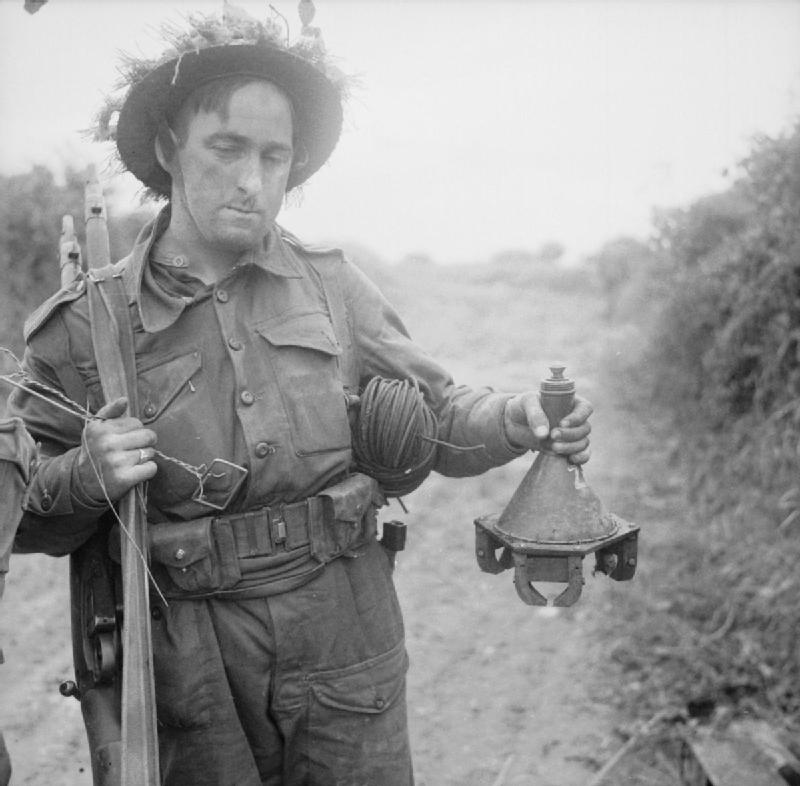
Magnetische Hafthohlladung

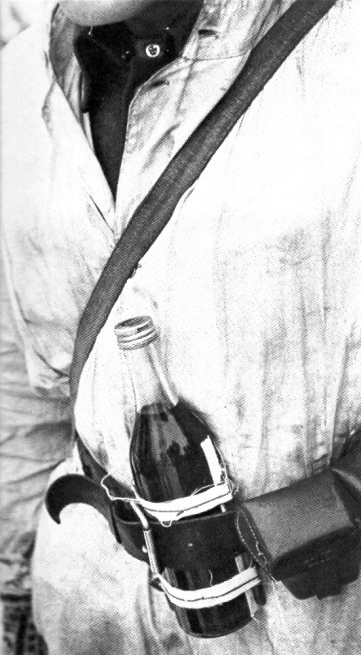
Finnischer Soldat mit einem Molotowcocktail während des Winterkriegs

Beim Erscheinen der Panzer im Ersten Weltkrieg konnte die Infanterie der neuen Waffe nicht entgegenwirken. Es wurden eher primitive Panzernahkampfmittel wie Sprengladungen (z. B. geballte Ladung), Haftladungen, Brandflaschen und Ähnliches verwendet, um sich wenigstens etwas wehren zu können. Brandflaschen wurden in der Regel auf die Motorjalousie geworfen und entzündeten durch den Luftstrom der Motor-Ansaugluft schnell den Motorraum, was den Panzer außer Gefecht setzte. Die brennende Flüssigkeit konnte in kleine Spalten eindringen sowie Dichtungen wegschmelzen und so in den Kampfraum gelangen.
Tellerminen und Sprengladungen wurden üblicherweise zur Zerstörung der Ketten verwendet, aber auch in den Turmdrehkranz (Raum zwischen Wanne und Turm) gesteckt. Damit die Explosion nicht einfach verpuffte und um diese in Richtung des Panzers zu verstärken, wurde die Sprengladung auf dem Panzer mit Sandsäcken verdämmt.
Es gab zwei Arten von Haftladungen; entweder als konventionelle Ladung oder nach dem Prinzip einer Hohlladung. Die Hafthohlladungen hatten den Vorteil, bei gleichem Gewicht effizienter zu sein. Haftladungen waren meist magnetisch, sie wurde am Panzer befestigt, scharf gemacht und der Soldat brachte sich in Sicherheit. Die britische „Sticky Bomb“ (Grenade, Hand, Anti-Tank No. 74) war dagegen mit einem Klebstoff beschichtet.
Als letzte Möglichkeit, wenn keine geeigneten Mittel zur Bekämpfung verfügbar waren, wurde versucht, den Panzerinsassen die Sicht zu nehmen. Dazu wurden die Visiere und Luken mit Tüchern verhängt oder zerstört. Auch raucherzeugende Mittel wurden eingesetzt.
Zur Panzerabwehr im Zweiten Weltkrieg stellten sowohl die japanischen als auch die deutschen Streitkräfte gegen Ende des Krieges sogenannte Panzervernichtungstrupps auf. Diese sollten angreifende Panzer im Nahkampf vernichten. Dies war oft ein Himmelfahrtskommando, verlief aber, wie die Verleihungszahlen des Panzervernichtungsabzeichen zeigen, auch durchaus erfolgreich. Wesentlich bei der Bekämpfung von Panzerfahrzeugen mit Nahkampfmitteln war der flankierende Einsatz aus einer getarnten Stellung und das vorherige Niederkämpfen begleitender Infanterie sowie Feuerschutz durch MG-Feuer. In für Panzer ungünstigem Gelände wie im Bocage in Nordfrankreich konnten so auch Panzervorstöße zum Halten gebracht werden und zwangen den Angreifer das Gelände langwierig mit Infanterie zu säubern. In Japan kam die Stoßmine zum Einsatz, die Landversion des Kamikaze.

## Von der Kanone zur Rakete

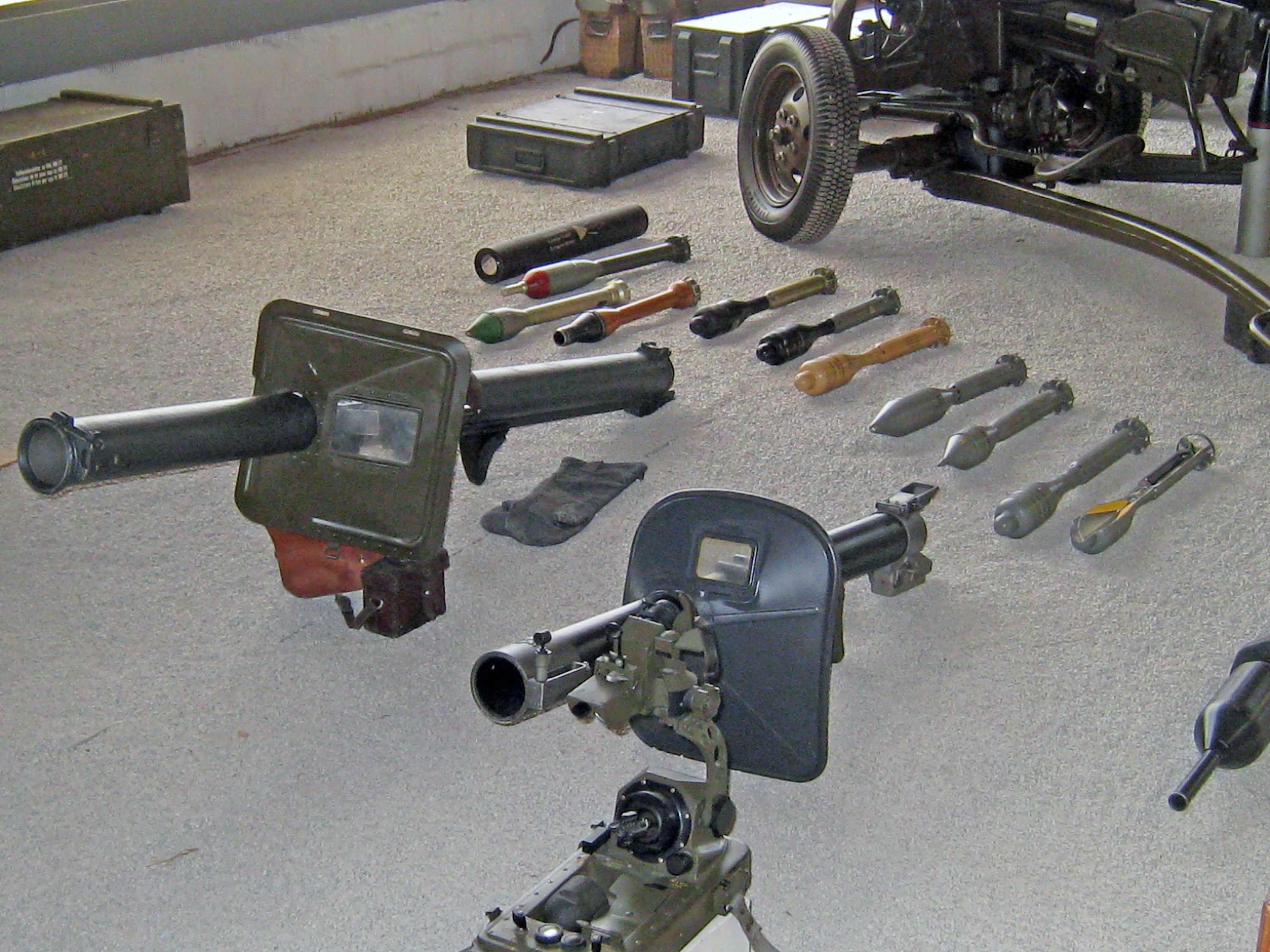
Raketenrohre der Schweizer Armee mit Munition

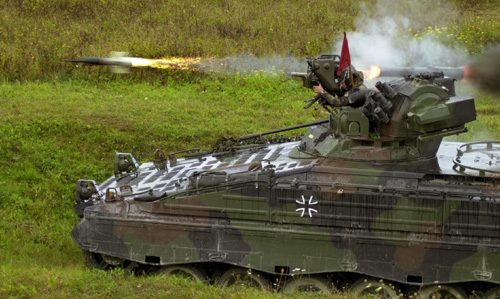
Start eines Milan-PzAbwFK vom Marder 1A3

Gegen Ende des Zweiten Weltkrieges wurden erstmals Raketen eingesetzt, um feindliche Panzer zu vernichten. Die USA führten die Bazooka als tragbare Raketenwaffe ein. Die deutsche Wehrmacht führte den Panzerschreck ein. Zu Beginn des 21. Jahrhunderts hat die Rakete die Kanone weitgehend bei der Panzerabwehr abgelöst. Bereits ein einzelner Infanterietrupp verfügt über erhebliche Mittel zur Panzerabwehr. Panzerabwehrlenkraketen wie beispielsweise die HOT, MILAN oder die amerikanische TOW oder Javelin können von Fahrzeugen, Helikoptern oder einzelnen Soldaten abgefeuert werden. Im Gegensatz zur ungelenkten Panzerabwehrrakete, wie die deutsche Panzerfaust 3, werden diese mittels Draht gelenkt. Damit können auch bewegliche Ziele auf große Entfernungen effektiv bekämpft werden. Mit diesen Waffen und der Effizienz moderner Kampfpanzer hat sich die Kampfentfernung bei Panzergefechten erheblich gesteigert. Das normale Gefecht des Zweiten Weltkrieges fand noch auf Entfernungen von 500 m und weniger statt. Mit modernen Panzerabwehrmitteln und Kampfpanzern ausgerüstete Truppen haben die Kampfentfernung auf 1.500 m und weit mehr anwachsen lassen. Jedoch ist und bleibt der limitierende Faktor die Sichtentfernung, die die effektive Kampfentfernung bestimmt. Die Panzerabwehr wird heute von allen Kampftruppen und anderen Truppengattungen mit dem Panzervernichtungstrupp durchgeführt. Die selbständigen Panzerjägerabteilungen und -kompanien wurden aufgelöst und in die schweren Jägerkompanien eingegliedert. Die Panzerabwehrlenkflugkörper der Panzergrenadiere übernehmen die Aufgabe der Panzerjägertruppe.

## Panzerjagd aus der Luft
Im Zweiten Weltkrieg wurde der Wert des Flugzeugs als Panzerbekämpfer erkannt. Modelle wie Junkers Ju 87, Republic P-47, Iljuschin Il-2 oder Hawker Typhoon waren sehr erfolgreiche Panzerjäger. Die dabei eingesetzten Waffen und Taktiken variierten jeweils; so war die Ju 87 anfangs als Sturzkampfflugzeug eingesetzt, dessen Bomben Panzer zerstören oder beschädigen sollten. Die Sturzflugtaktik kam dabei der Präzision der Abwürfe zugute. Spätere Versionen des Flugzeuges waren mit 3,7-cm-FlaK 43 bewaffnet und sollten Panzer durch direkten Beschuss zerstören. Andere Flugzeugtypen setzten ebenfalls auf schwere Kanonenbewaffnung in Kalibern von 20 bis 37 mm, effektiver jedoch waren ungelenkte Raketen wie die HVAR oder die RS-82/132. Eine weitere Entwicklung des Krieges waren Abwurfbehälter für Hohlladungs-Streumunition wie die deutsche SD 4 HL oder die sowjetische PTAB. Zu beachten ist, dass die Panzerbekämpfung aus der Luft zumeist mit allgemein verwendbaren Jagdbombern durchgeführt wurde. Der einzige speziell zur Panzerbekämpfung entworfene Flugzeugtyp des Zweiten Weltkrieges war die Henschel Hs 129. Die insbesondere von deutscher Seite dabei gemeldeten Panzervernichtungszahlen entsprechen jedoch nicht der Realität und wurden daher schon in den Lagemeldungen der Luftwaffe selbst erheblich reduziert.
Bei Flugzeugen hingegen ist die Panzerbekämpfung mittlerweile ein eher seltener Einsatzzweck, mit nur wenigen Ausnahmen. Eine allein für die Panzerbekämpfung entwickelte Maschine ist die Fairchild-Republic A-10 Thunderbolt II. Ihre Avenger-Maschinenkanone im Kaliber 30 mm wird mit Urankernmunition bestückt. Die A-10 erwies sich unter anderem im Golfkrieg als überaus effektives System. Eine ähnliche Entwicklung ist die russische Suchoi Su-25, die von der Konzeption her in der Tradition der Il-2 des Weltkrieges steht. Dieser Flugzeugtyp verwendet die 30-mm-Kanone GSch-30-2, die auch bei den Panzerabwehr-Hubschraubern Kamow Ka-50 und Mil Mi-24 eingesetzt wird.
Die Bekämpfung von Panzeransammlungen aus der Luft wird heute unter dem Begriff Anti Surface Force Air Operations zusammengefasst.
In westlichen Armeen wurde vor allem auf den Einsatz von Panzerabwehr- und Kampfhubschraubern gesetzt wie in der Bundeswehr mit dem Panzerabwehrhubschrauber Bo 105 oder in der US Army mit dem Kampfhubschrauber Bell AH-1 Cobra und ihren Nachfolgern, dem Eurocopter Tiger und der Boeing AH-64 Apache mit ihren bis zu 16 AGM-114 Hellfire-Raketen. Auch andere moderne Kampfhubschrauber wie der Eurocopter Tiger oder der Mil Mi-28 sind vorrangig zur Panzerbekämpfung und zur Aufnahme der entsprechenden Lenkflugkörper konzipiert worden.

## Panzerabwehr in modernen Armeen
Panzerabwehrkräfte mit Panzerabwehrlenkraketensystemen (PARS) sind heute sowohl in mechanisierten als auch in motorisierten Infanteriekräften integriert. Die Reichweite der Panzerabwehrlenkwaffen übersteigt teilweise die Reichweite der Kampfpanzer. Die Panzerabwehrkräfte der motorisierten Infanterie sind bei der Bundeswehr mit dem Waffenträgerfahrzeug als Kettenfahrzeug Wiesel TOW vollbeweglich und teilgeschützt. Panzerabwehrkräfte der Infanterie, Panzergrenadiere aber auch Späh- und Panzerabwehrkräfte der Panzertruppe können damit frontal aber vor allem flankierend den Kampf Panzer gegen Panzer erheblich verstärken, und haben damit die gleiche Funktion und Wirkung wie zu den ersten großen Panzergefechten im Russlandfeldzug, bei denen deutsche Panzerkräfte durch bedingtes Ausweichen feindliche Panzerverbände auf eigene Panzerabwehrlinien zogen, die dann die Kampfkraft der eigenen Panzerverbände aus teilgedeckten und getarnten Stellungen verstärkte.
Zusätzlich kann moderne Artillerie wie die Artillerietruppe der Bundeswehr indirekt Streumunition mit MARS und Panzerhaubitze 2000 zur Panzerabwehr auf Panzeransammlungen verschießen. Die Pioniertruppe der Bundeswehr kann mit dem Minenwurfsystem Skorpion Panzerabwehrminensperren verlegen. Damit können auch größere Panzeransammlungen in Bewegung zum Halten gebracht werden. Insgesamt ist damit die moderne Panzerabwehr zu einer Mischung aus mehreren Waffensystemen und dazu befähigten Truppengattungen geworden.

## Passive Panzerabwehr

### Panzerabwehrmine

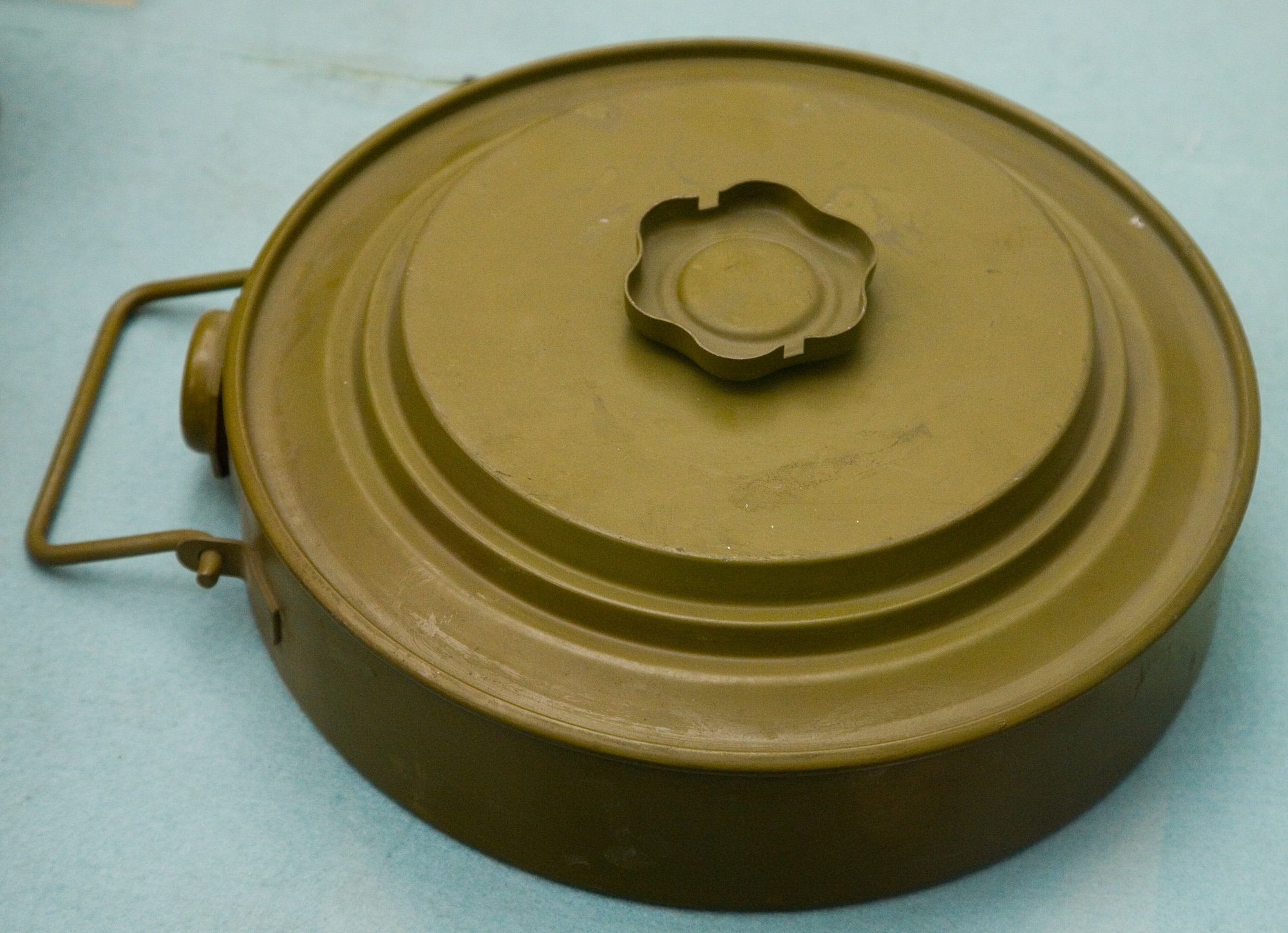
Chinesische Panzerabwehrmine

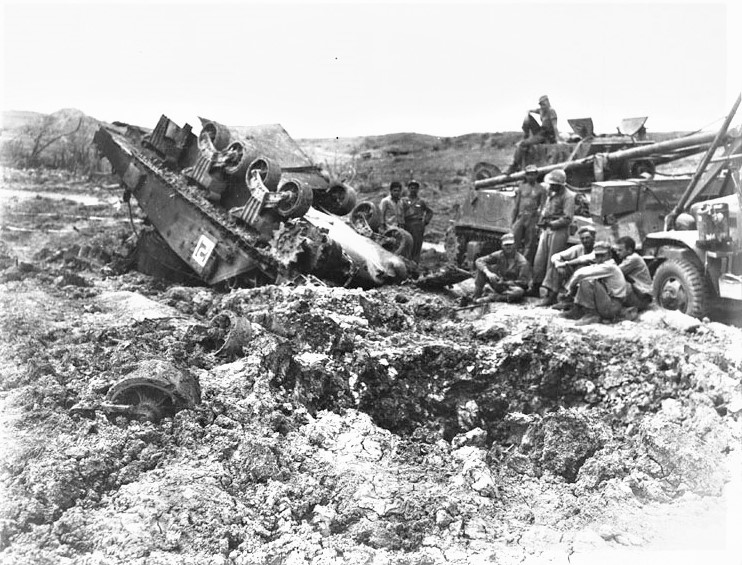
Durch eine Mine zerstörter M4 Sherman

Eines der am meisten genutzten Mittel zur Panzerabwehr ist dabei die Panzerabwehrmine. Sie wird üblicherweise in Form von Minensperren verlegt. Ziel ist es, Zugänge zu sperren oder Durchbruchsoperationen zu be- bzw. zu verhindern. Häufig werden Minensperren so angelegt, dass Gassen freibleiben, die dann durch aktive Abwehrmittel abgedeckt werden. Heute können Panzerabwehrminen durch Flugzeuge, Artillerie oder bestimmtes Pioniergerät verlegt werden. Sperren werden prinzipiell überwacht und von der Brigadeebene aufwärts befohlen.

### Panzersperre

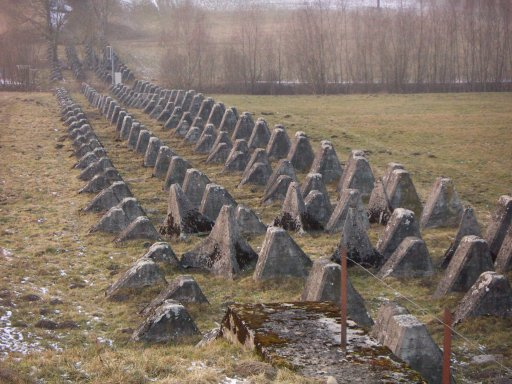
Panzersperre

Panzersperren und Panzergräben sind ein passives Mittel zur Panzerabwehr. Sie bestehen aus Beton (Höckerlinie) oder Stahl und wurden häufig bei Festungen eingesetzt; dienen aber nicht der Bekämpfung von Panzern, behindern jedoch deren Fortbewegung. Selbst Stacheldraht kann einen Panzer vorübergehend bewegungsunfähig machen, wenn er in dessen Fahrwerk gelangt.
Sprengschächte dienen zur vorbereiteten Zerstörung von Überfahrten und Brücken sowie zum Schaffen von Fahrgruben, aus denen Panzerfahrzeuge nicht mehr ausfahren können. Heute sind sie noch in der Landesverteidigung einiger Staaten anzutreffen.
Sperrhindernisse, die in Deutschland von den Wallmeistern der Bundeswehr überwacht und ausgelöst wurden, sind heute größtenteils abgebaut. Im modernen Panzerabwehrkampf wird häufig eine Kombination von Sperrmitteln eingesetzt.